# Zraněná srdce
Zraněná srdce (v originále The Aftermath) je americký film režiséra Jamese Kenta z roku 2019. Jedná se o drama odehrávající se v zimě roku 1946 v Hamburku.

## Obsazení
| Alexander Skarsgård | Stefan Lubert          |
| Keira Knightley     | Rachael Morgan         |
| Jason Clarke        | plukovník Lewis Morgan |
| Alexander Scheer    | Siegfried Leitmann     |
| Kate Phillips       | Susan Burnham          |
| Flora Thiemann      | Freda Lubert           |
| Martin Compston     | Keith Burnham          |

## Produkce

### Natáčení
Film se natáčel v Praze, v Ústí nad Labem (v ulici Na Nivách ve čtvrti Předlice a ve vile v Rooseveltově ulici), v bývalé věznici v Mladé Boleslavi, v cukrovaru v Lenešicích a na Slapech.